# Államok vezetőinek listája 334-ben
Ezen az oldalon az i. sz. 334-ben fennálló államok vezetőinek névsora olvasható földrészek, majd országok szerinti bontásban.

## Európa
- Boszporoszi Királyság
  - Király: V. Rhészkuporisz (324/325–343)

- Római Birodalom
  - Császár: I. Constantinus (306–337)
    - Consul: Flavius Optatus
    - Consul: Amnius Manius Caesonius Nicomachus Anicius Paulinus

## Ázsia
- Armenia
  - Király: II. Khoszroész (330–338)

- Ibériai Királyság
  - Király: III. Mirian (284–361)

- India
  - Anuradhapura
    - Király: II. Csétta Tikka (332-341)

  - Gupta Birodalom
    - Király: I. Csandragupta (320–335)

  - Vákátaka
    - Király: I. Pravaraszéna (284–344)

- Japán
  - Császár: Nintoku (313–399)

- Kína (Csin-dinasztia)/Tizenhat királyság
  - Császár: Csin Cseng-ti (325–342)
  - Kései Csao: Si Hung (333–334)
  - Késein Csao: Si Hu (334–349)
  - Cseng Han: Li Hsziung (304–334)
  - Cseng Han: Li Pan (334)
  - Cseng Han: Li Csi (334–338)
  - Korai Liang: Csang Csün (324–346)

- Korea
  - Pekcse
    - Király: Pirju (304–344)

  - Kogurjo
    - Király: Kogugvon (331–371)

  - Silla
    - Király: Hulhe (310–356)

  - Kumgvan Kaja
    - Király: Kodzsilmi (291-346)

- Szászánida Birodalom
  - Nagykirály: II. Sápur (309–379)

## Afrika
- Kusita Királyság
  - Kusita uralkodók listája

## Amerika
- Tikal
  - Király: K'inich Muwaan Jol (317?-359)

## Fordítás
- Ez a szócikk részben vagy egészben  a   Liste der Staatsoberhäupter 334 című német Wikipédia-szócikk ezen változatának fordításán alapul.  Az eredeti cikk szerkesztőit annak laptörténete sorolja fel. Ez a jelzés csupán a megfogalmazás eredetét és a szerzői jogokat jelzi, nem szolgál a cikkben szereplő információk forrásmegjelöléseként.